# SR-2 Veresk
Pour les articles homonymes, voir SR-2.
Le pistolet mitrailleur SR-2 Veresk (« bruyère »), présenté en 1999, a été conçu par le Central Research Institute of Precision Engineering (TsNIITotchMach, en russe) pour engager des cibles protégées par un gilet pare-balles jusqu'à une distance d'environ cent cinquante mètres.
Pour ce faire, le SR-2 utilise une munition de calibre 9 x 21 mm appelée SP-10, portant le nom de code « Grach ». Cette munition relativement puissante a été créée à la demande du FSB. Il s'agit d'une version améliorée de la 9mm Parabellum constituée d'une ogive plus légère perforante de 6,7 grammes pour une vitesse initiale de 430 mètres par seconde. Plus légère et plus rapide que la 9 mm Parabellum (la munition de référence pour les pistolets mitrailleurs), elle présente une énergie supérieure d'environ 25 % pour un recul équivalent. Elle est constituée de deux métaux, une chemise plus légère contenant un noyau perforant dense qui fait saillie à l'avant de la balle. L'espace entre les deux parties de la balle est comblé par du polyéthylène. Cette munition conserve donc un calibre plus important que les balles de petit calibre des PDW tels que le P90 ou le MP7 tout en conservant une capacité de perforation équivalente.
Le mécanisme du SR-2 est actionné par emprunt de gaz, ce qui est rare sur un pistolet mitrailleur, et dérive de celui du fusil d'assaut compact SR-3 Vikhr. Il garantit une excellente fiabilité par des températures allant de -50 °C à +50 °C ainsi qu'un recul moins brutal et une opération de la culasse uniquement après que la balle a quitté le canon, ce qui permet donc une bonne précision.
Le SR-2 est équipé d'une crosse d'épaule rabattable sur le dessus de l'arme et peut recevoir une seconde poignée à l'avant. Il s'agit d'une arme compacte et très légère ce qui permet de la dissimuler facilement, un étui d'épaule adapté et des chargeurs courts de 20 coups sont d'ailleurs disponibles. Sa masse réduite implique un recul important mais l'arme étant destinée aux unités d'élite, l'entraînement compense cet inconvénient.

## Culture populaire
Le SR-2 apparaît dans quelques jeux vidéo, le premier étant Rainbow Six 3 : Raven Shield sorti en 2003 puis Ghost Recon Future Soldier. 
Il est ensuite présent dans le jeu multijoueurs Survarium sorti en 2015, dans Battlefield 4, avec le contenu supplémentaire Naval Strike, dans Escape from Tarkov à la suite d'une mise à jour. Il est également jouable dans le jeu de tir multijoueurs Warface. 